# Liste der finnischen Botschafter in Tschechien

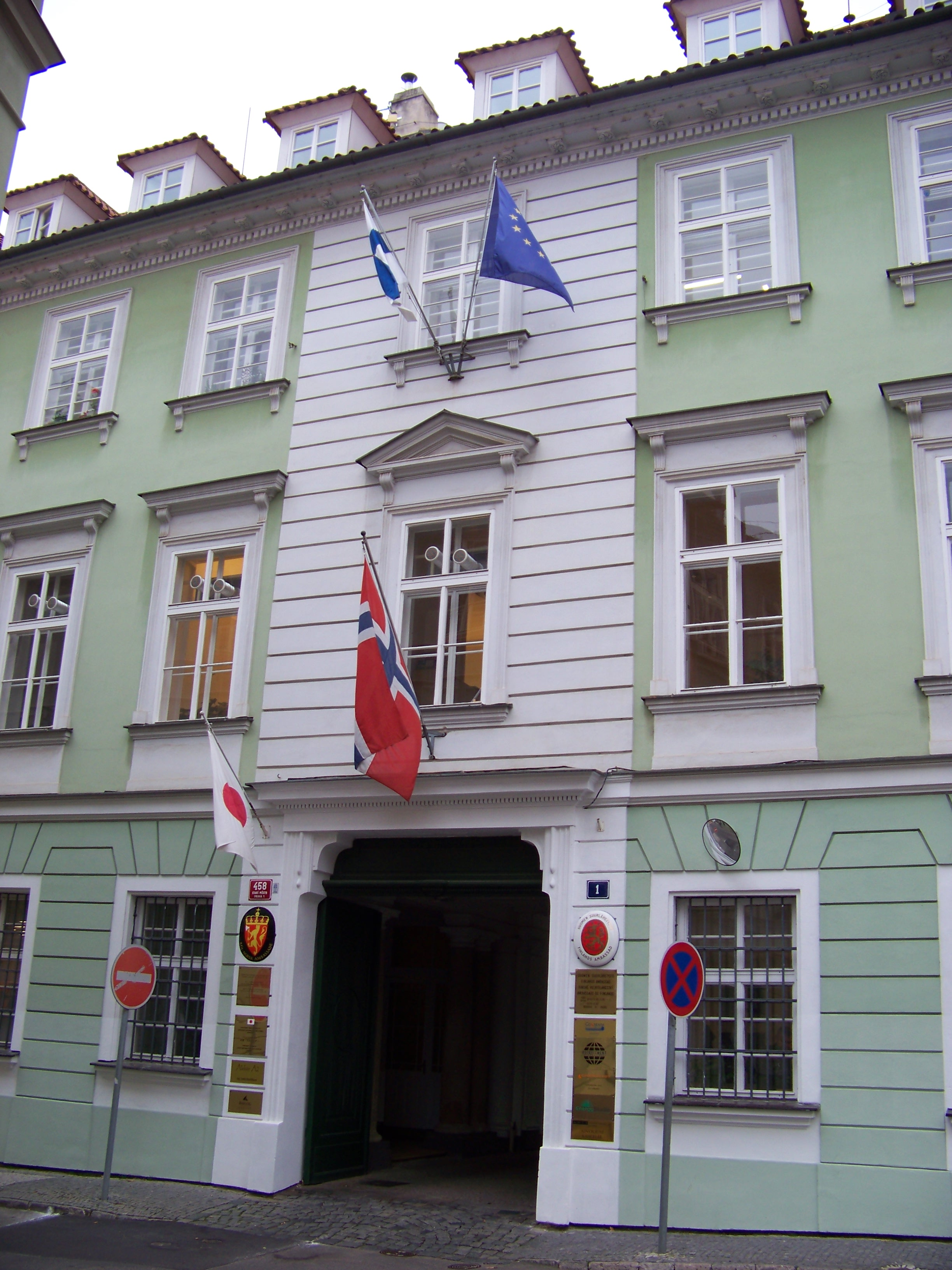
Die finnische Botschaft befindet sich in der Hellichova 1 in Prag.

| Ernannt / Akkreditierung | Botschafter      | Bemerkungen                                | ernannt von             | akkreditiert von       | Posten verlassen |
| ------------------------ | ---------------- | ------------------------------------------ | ----------------------- | ---------------------- | ---------------- |
| 1927                     | Gustaf Idman     | Gesandter Sitz in Riga ab 1928 in Warschau | Lauri Kristian Relander | Tomáš Garrigue Masaryk | 1935             |
| 1935                     | Armas Yöntilä    | Geschäftsträger                            | Pehr Evind Svinhufvud   | Edvard Beneš           | 1938             |
| 1938                     | Ensio Hiitonen   |                                            | Kyösti Kallio           | Emil Hácha             | 1939             |
| 1947                     | Eduard Palin     |                                            | Juho Kusti Paasikivi    | Edvard Beneš           | 1950             |
| 1950                     | Ragnar Numelin   |                                            | Juho Kusti Paasikivi    | Klement Gottwald       | 1953             |
| 1953                     | Urho Toivola     |                                            | Juho Kusti Paasikivi    | Antonín Zápotocký      | 1957             |
| 1957                     | Jaakko Ahokas    | Gesandter                                  | Urho Kekkonen           | Antonín Novotný        | 1959             |
| 1959                     | Jaakko Ahokas    | Botschafter                                | Urho Kekkonen           | Antonín Novotný        | 1962             |
| 1962                     | Atle Asanti      |                                            | Urho Kekkonen           | Antonín Novotný        | 1972             |
| 1972                     | Joel Toivola     |                                            | Urho Kekkonen           | Ludvík Svoboda         | 1976             |
| 1976                     | Olli Auero       |                                            | Urho Kekkonen           | Gustáv Husák           | 1980             |
| 1980                     | Antti Karppinen  |                                            | Urho Kekkonen           | Gustáv Husák           | 1985             |
| 1985                     | Eero Yrjölä      |                                            | Mauno Koivisto          | Gustáv Husák           | 1990             |
| 1990                     | Pauli Opas       |                                            | Mauno Koivisto          | Václav Havel           | 1992             |
| 1993                     | Pauli Opas       |                                            | Mauno Koivisto          | Václav Havel           | 1994             |
| 1994                     | Esko Rajakoski   |                                            | Martti Ahtisaari        | Václav Havel           | 1999             |
| 1999                     | Risto Rännäli    |                                            | Martti Ahtisaari        | Václav Havel           | 2003             |
| 2003                     | Jorma Inki       |                                            | Tarja Halonen           | Václav Klaus           | 2007             |
| 2007                     | Hannu Kyröläinen |                                            | Tarja Halonen           | Václav Klaus           | 2014             |
| 15. Aug. 2014            | Helena Tuuri     | [ 1 ]                                      | Sauli Niinistö          | Miloš Zeman            |                  |